# Germania Land

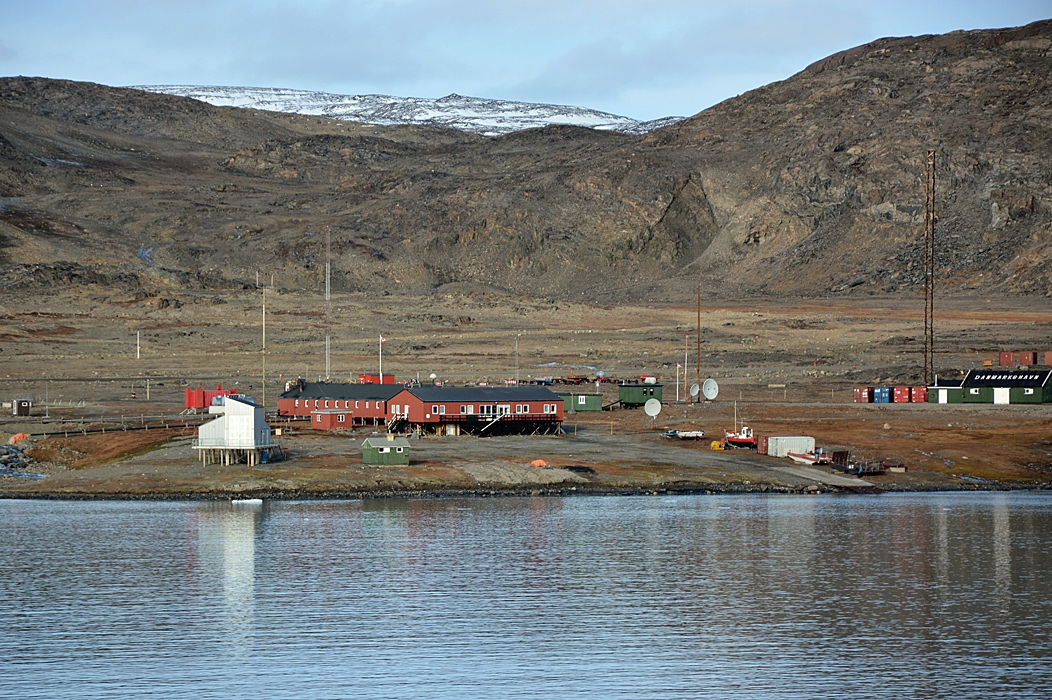
Forschungsstation Danmarkshavn im Süden der Region, September 2013

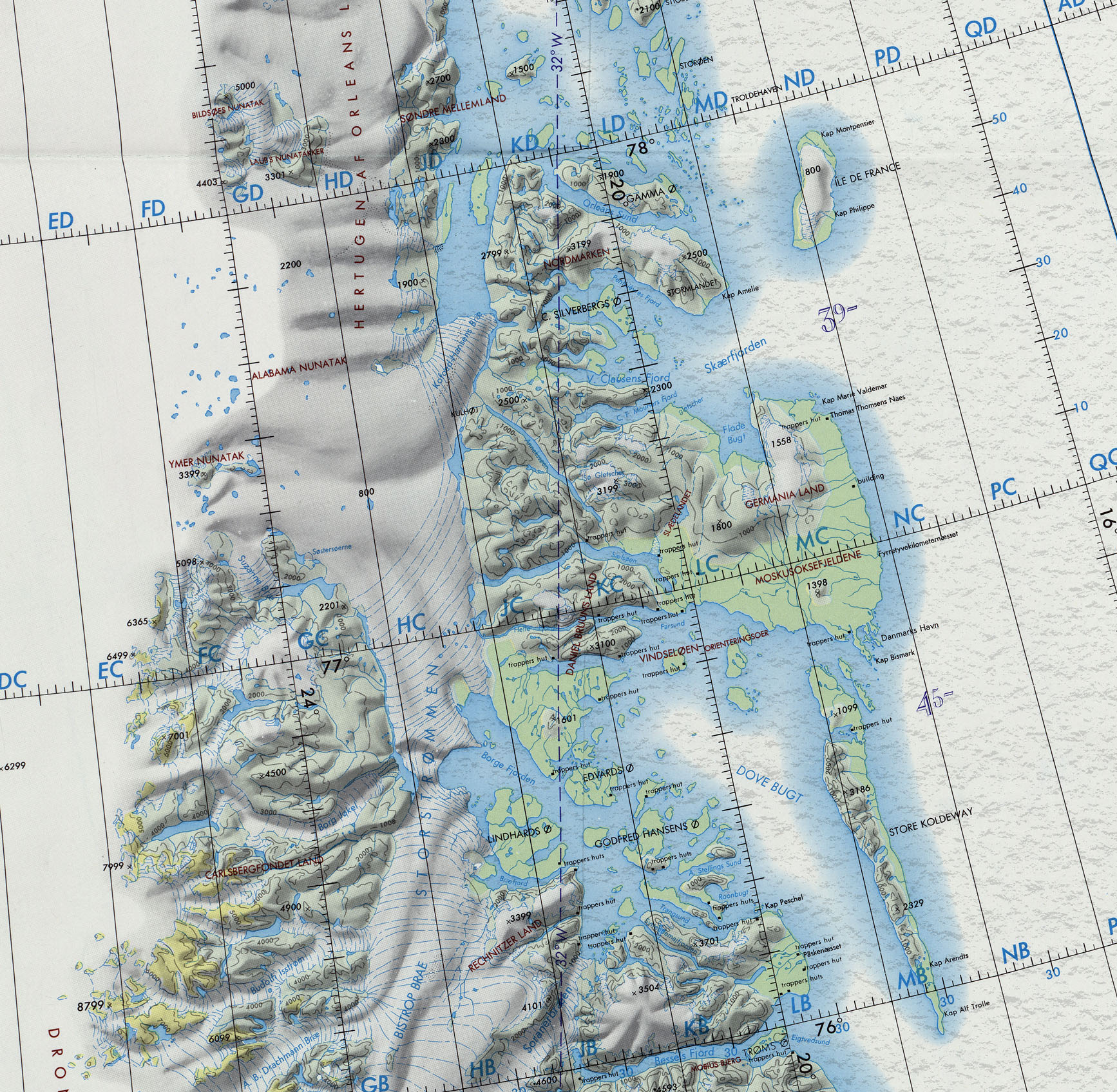
Kartenausschnitt mit Germania Land

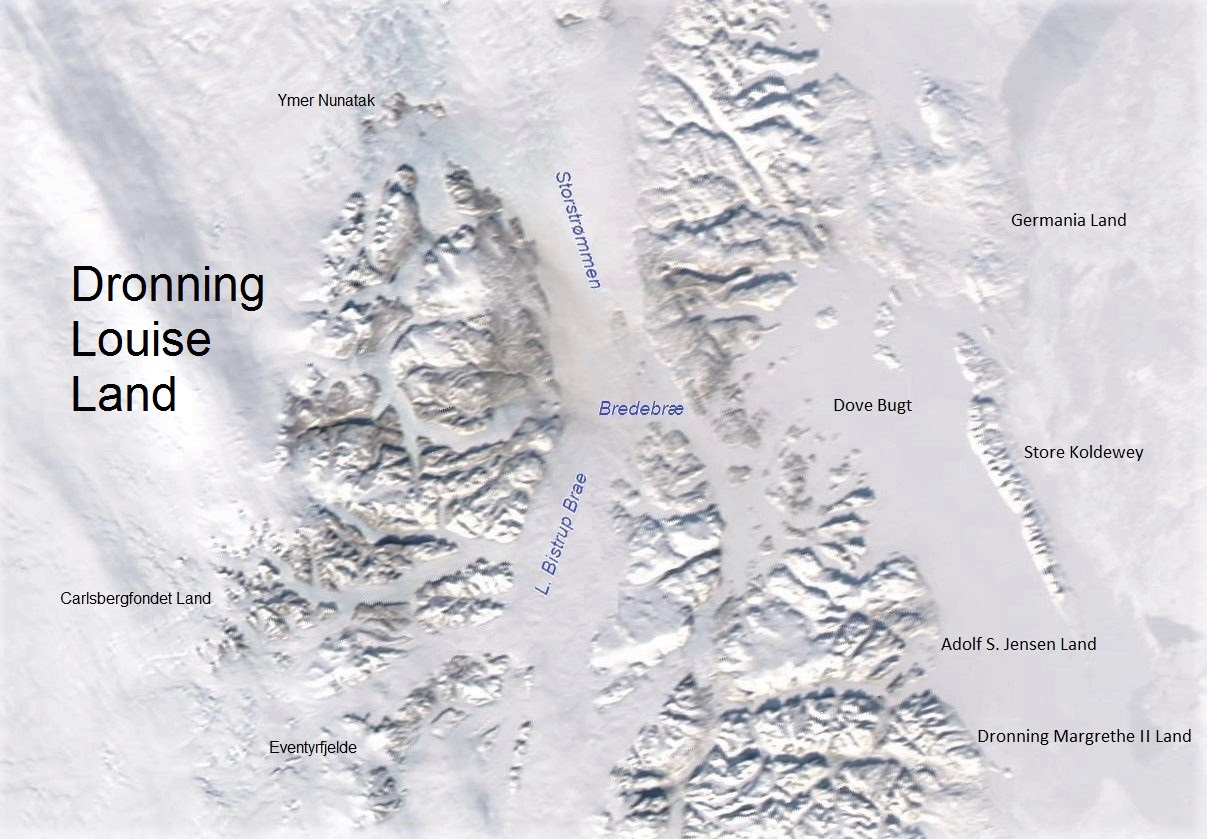
Beschriftetes Satellitenbild, mit Germania Land im Nordosten

Germania Land ist eine grönländische Region im Nordost-Grönland-Nationalpark.

## Geographie
Germania Land bildet den ca. 2400 km² großen östlichen Teil der Halbinsel zwischen der Dove Bugt im Süden und dem Skærfjorden im Norden. Seine westliche Begrenzung ist die Valdemarsmuren – der östliche Rand des Hochlands von Søndermarken. Die östliche Begrenzung ist die Küste der Grönlandsee. Der südlichste Punkt ist Kap Bismarck, der nördlichste das Kajkap. Germania Land ist überwiegend flach und im Sommer größtenteils eisfrei, nur im Norden, der durch niedrige Hügel geprägt ist, gibt es zwei Eiskappen, deren größere (Østtungerne) in die Fladebugt kalbt. Das Flachland im Süden weist zahlreiche Flüsse (darunter Østerelven, Vesterelven und Stormelv), Seen (Hulesøen, Agurkesøen, Skibssø) und Sümpfe auf. Große Teile des Landes bestehen aus Moränenkies und Blockfeldern. Am Kap Bismarck ist die Küste stark gegliedert und weist mehrere Landzungen auf, die von Schären umgeben sind.

## Natur
Germania Land liegt im hocharktischen Teil Grönlands. Die Sommer sind relativ kalt, aber trocken und sonnig, die Winter sind sehr kalt und relativ niederschlagsarm. Es gibt dreieinhalb Monate Mitternachtssonne und eine ebenso lange Polarnacht. Die mittlere Temperatur liegt in den Sommermonaten bei 2 °C, im Winter bei etwa −24 °C. Die jährliche Niederschlagsmenge betrug in den Jahren 1961–1990 durchschnittlich 141 mm, die jährliche Anzahl der Sonnenstunden 2003.
Rund um die Seen und Teiche im Süden Germania Lands findet man schmale Vegetationsstreifen. Arktische Tundra wächst an den Hängen der Hügel, die sich im Hinterland erheben. Die erhebliche Gezeitenströmung in der inselreichen Dove-Bucht führt dazu, dass das Eis hier relativ früh aufbricht. Deshalb dienen der Süden Germania Lands und die vorgelagerten Schären einer Reihe von Vogelarten als Brutgebiet. BirdLife International weist einen 350 km² großen Abschnitt als Important Bird Area GL052 „South coast of Germania Land, and Slaedelandet“ aus. Hier brüten die Weißwangengans, die Eisente, der Knutt, der Sanderling, das Thorshühnchen, die Falkenraubmöwe, die Schneeeule und der Gerfalke. Etwa 1500 Paare der Kurzschnabelgans halten sich hier jährlich zur Mauser auf.

## Geschichte
An den Küsten gibt es Spuren früherer Besiedlung durch Inuit. Aus europäischer Sicht wurde Germania Land 1870 von der Zweiten Deutschen Nordpolar-Expedition entdeckt. Eine von Carl Koldewey und Julius Payer geführte Exkursionsmannschaft war vom Winterhafen des Expeditionsschiffs Germania bei Sabine Ø fast 280 km nach Norden gezogen und hatte hier ihren nördlichsten Punkt erreicht. Benannt wurde Germania Land aber erst von der Danmark-Expedition 1906–1908, die ihr Basislager in Danmarkshavn hatte. Ludvig Mylius-Erichsen wollte damit nicht nur die Teilnehmer der Expedition von 1869/70 ehren, sondern auch seinen deutschen Expeditionsteilnehmer Alfred Wegener.
1938 baute die Norwegisch-Französische Polarexpedition an der Ostküste Germania Lands ihre Basisstation Micardbu, von der nur noch die Fundamente erhalten sind.
An der Südostküste Germania Lands befindet sich die ständig mit acht Personen besetzte Wetterstation Danmarkshavn.